# تيتشويل مارش
قالب:صندوق معلومات محمية طبيعية
تيتشويل مارش هي محمية طبيعية إنجليزية تملكها وتديرها الجمعية الملكية لحماية الطيور (RSPB). تقع على الساحل الشمالي لمقاطعة نورفولك ، بين قريتي تيتشويل وثورنهام ، حوالي 8 كيلومتر (5.0 ميل) شرق منتجع هونستانتون الساحلي ، على 171 هكتار (420 أكر) تشمل أسرة القصب والمستنقعات المالحة وبحيرة المياه العذبة والشاطئ الرملي ، مع منطقة غابات صغيرة بالقرب من موقف السيارات. تعد هذه المحمية ذات الأهمية الدولية جزءًا من موقع ساحل شمال نورفولك ذي الأهمية العلمية الخاصة (SSSI) ومنطقة ساحل نورفولك ذات الجمال الطبيعي الأخاذ (AONB) ، وهي محمية أيضًا من خلال قوائم. ناتورا 2000و منطقة الحماية الخاصة (SPA) و اتفاقية رامسار

## تاريخ

### قبل عام 1972

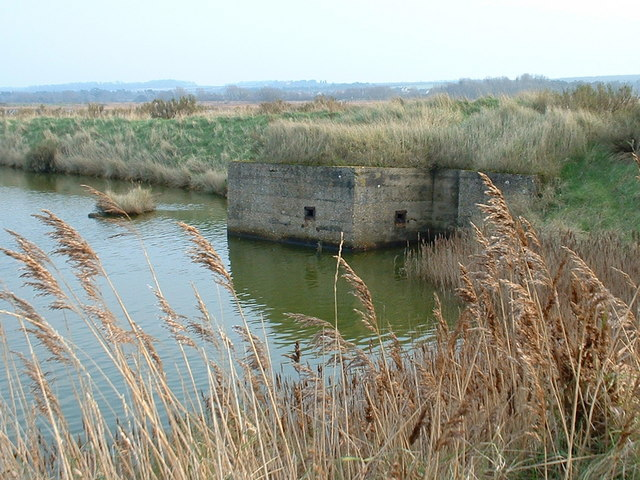
بقايا دفاعات ساحلية من الحرب العالمية الثانية

تيتشويل لديها تاريخ طويل من الاحتلال البشري. كان سكان كل من الإنسان الحديث والنياندرتال موجودين في نورفولك قبل التجلد الأخير بين 100000 و 10000 قبل سنوات ، وعاد مع تراجع الجليد شمالًا. السجل الأثري ضعيف حتى ما يقرب من 20000 عام ، ويرجع ذلك جزئيًا إلى الظروف السائدة ، ولكن أيضًا لأن الساحل كان شمالًا أكثر بكثير مما هو عليه الآن ، لذلك أصبحت العديد من المواقع الآن تحت سطح البحر. 